# 法摩沙堡

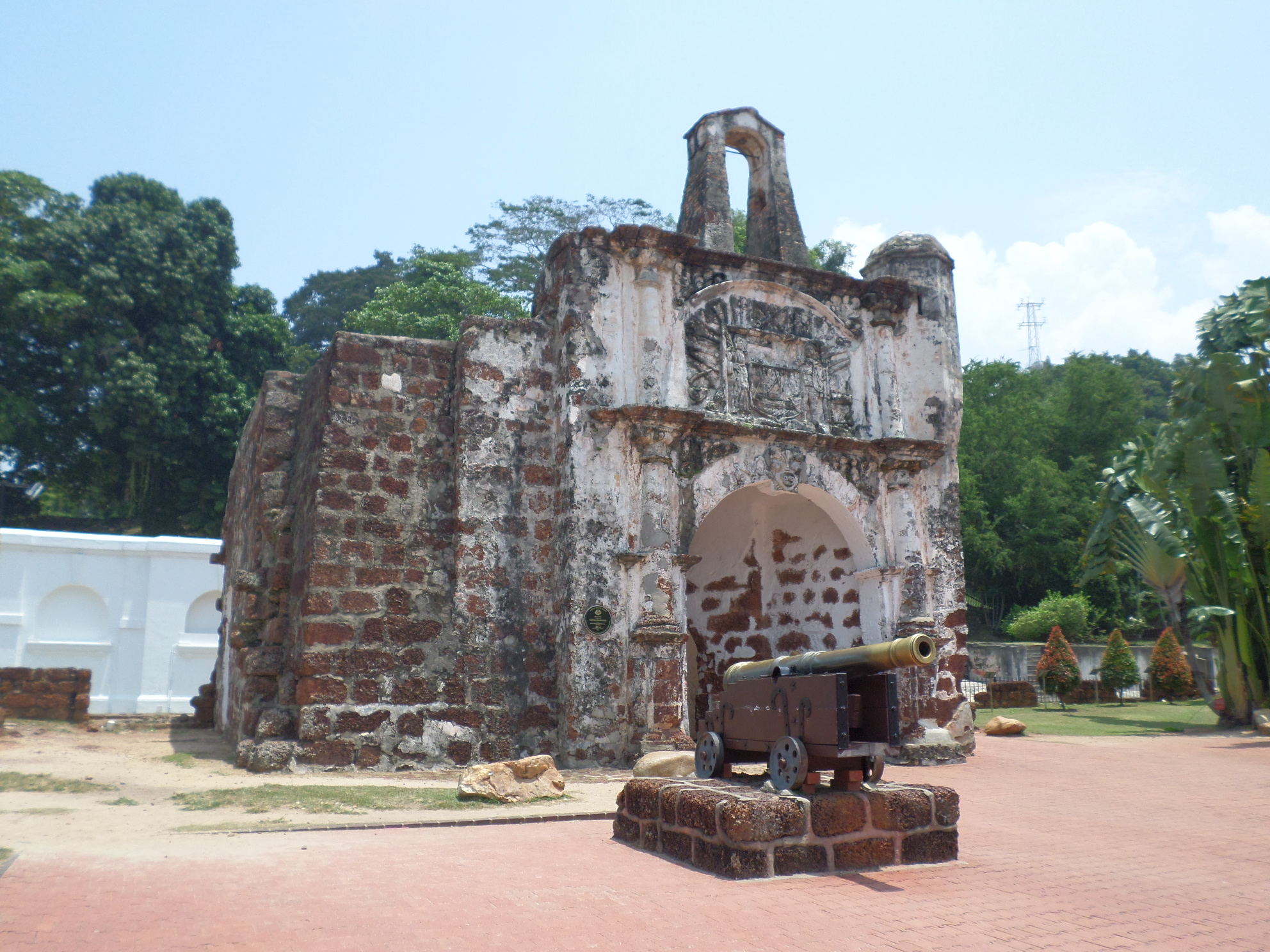
聖地亞哥城門

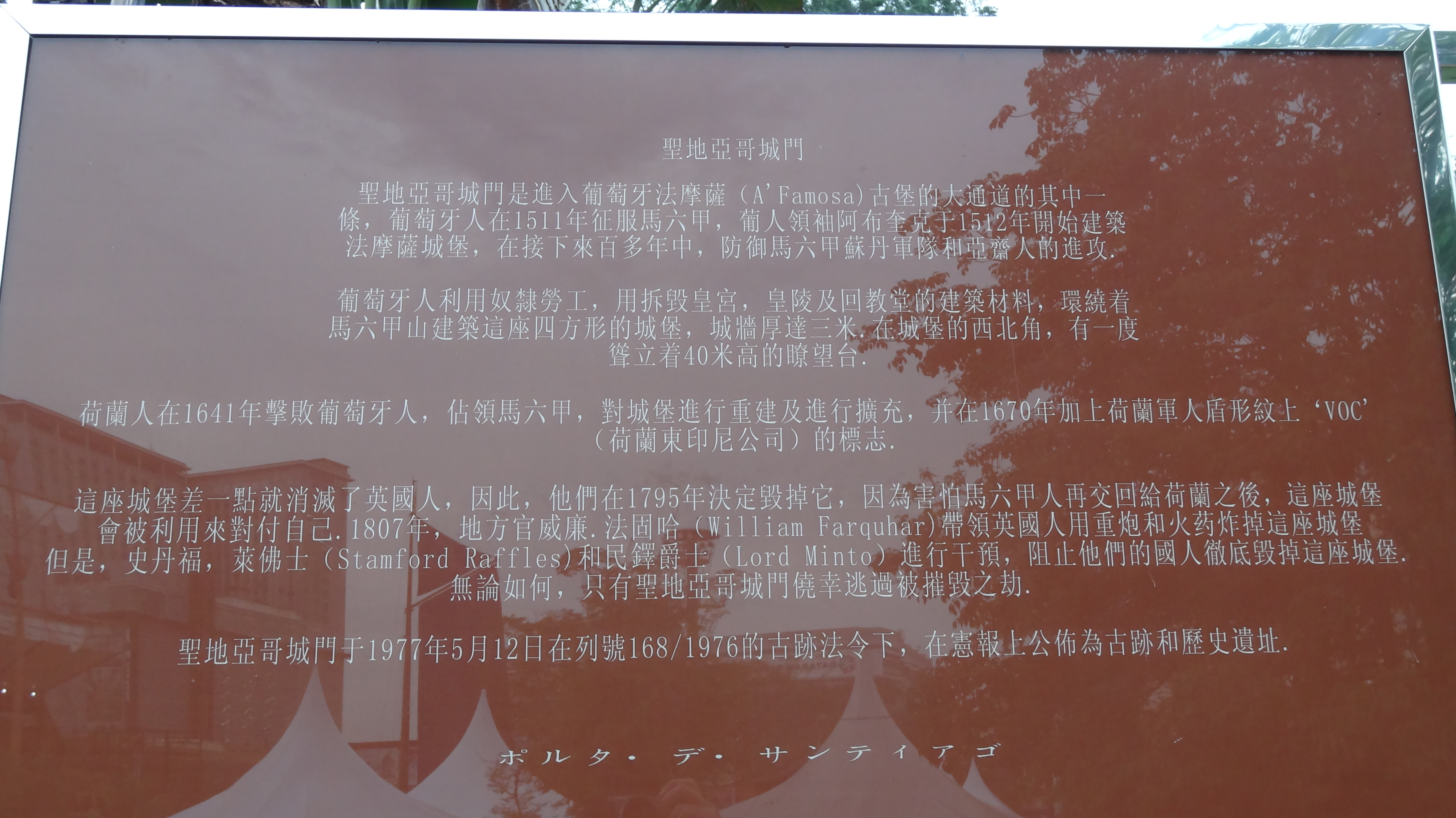
聖地亞哥城門的中文告示牌

法摩沙堡（葡萄牙語：A Famosa），原是葡萄牙人於馬六甲建立的一座堡壘，後被荷兰人攻占，直到移交给英国人后于1808年被拆除，如今只剩下一道城门，稱聖地亞哥城門（或譯「聖地牙哥城門」），成为马六甲的象征。聖地牙哥城門是通往法摩沙堡的四大通道之一，因堡壘現已只剩這一道城門，有人誤用城門的名字「聖地亞哥」的稱呼來代指法摩沙堡。

## 历史

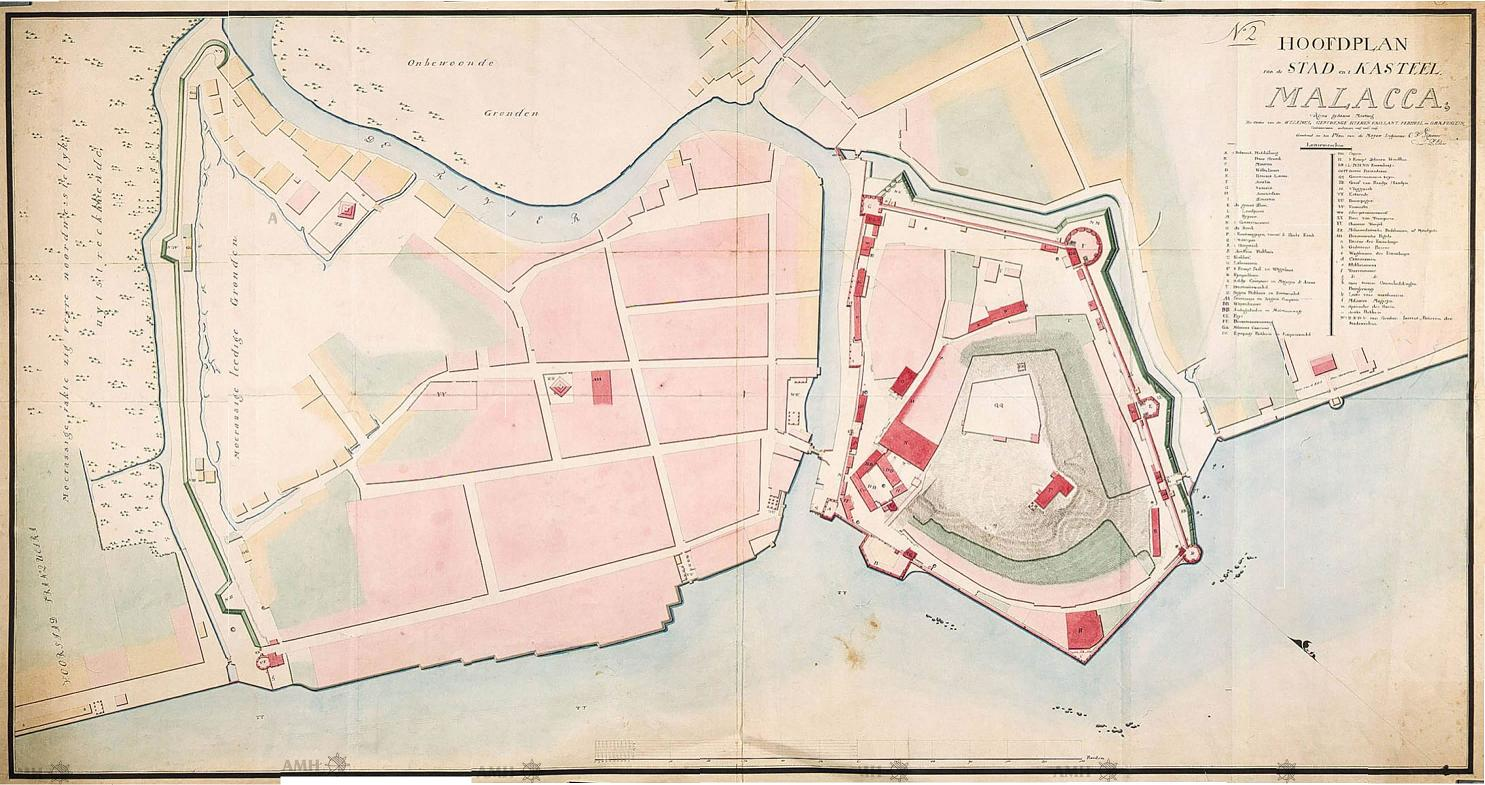
1780年的马六甲城堡平面图

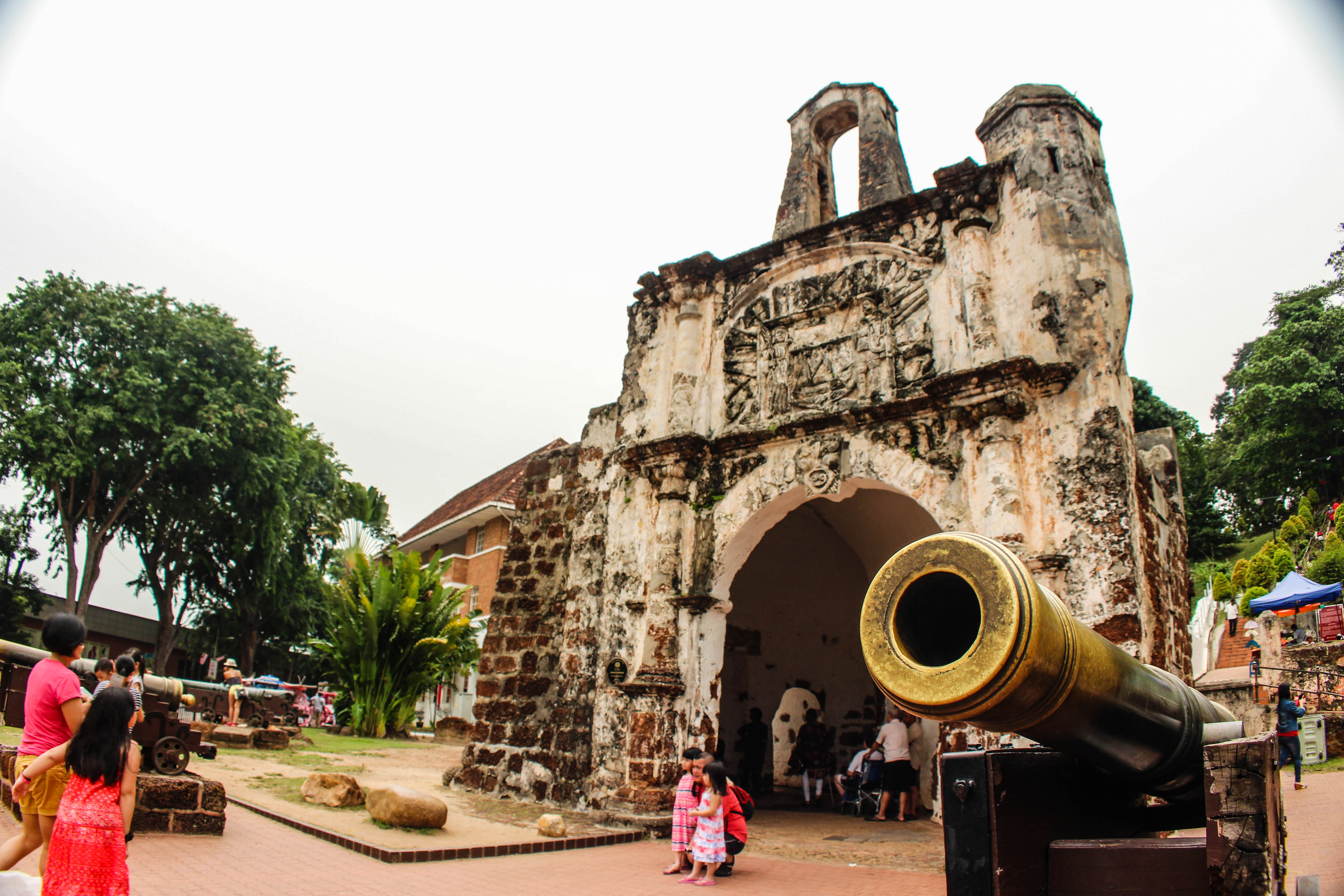
聖地亞哥城門

1511年，葡萄牙人占领马六甲以后，为了防止马六甲王朝的残余势力反攻，葡萄牙殖民統帥阿方索·德·阿尔布克尔克在圣保罗山下建成这座号称「东南亚最大和最坚固的堡壘」，以保护自己的臣民和香料贸易。据说在建造之时所有的石块都采自爪哇海底的陨石，并以葡萄牙保护神的名字命名为法摩沙堡。城牆厚達3米，牆內設有城樓和炮臺。
法摩沙堡在1537年至1636年的三角战争中贡献良大。葡萄牙多次利用坚固的堡垒和大炮成功阻挡亚齐苏丹国和柔佛苏丹国的强大攻势，逼迫亚齐和柔佛只能採取耗日时长的围城战和断绝马六甲糧食的方法应对。
1640年，荷兰王国舰队联合柔佛苏丹国陆军围攻马六甲，在历时长达一年的围城战争中曾经重创这座堡壘。1641年荷兰王国占领马六甲後，於1670年将它修補擴建，并将荷兰东印度公司的名字简写“VOC”刻在城门上。
拿破仑战争爆发後，法国于1795年攻占荷兰本土，荷兰政府流亡于英国，便将海外殖民地交给英国保管，于是英国于1795年接管了马六甲。1806年，时任英属槟城副总督兼马六甲总督威廉·法夸尔认为马六甲的收入入不敷出，不值得保留此殖民地，便在1807年8月10日开始拆除城堡，准备将居民迁往槟城。后来斯坦福·莱佛士爵士（开埠新加坡的功臣）和明托爵士得知消息后出面干涉，认为“入不敷出”之说不实，放弃马六甲并不明智，这战略位置未来仍可能被对手利用，且英国接管时已向当地居民保证可以继续居住，最终说服英国殖民政府放弃了拆除计划。但由于干涉太晚，英國士兵已將堡壘炸毀得只剩下现在的古城門。
拿破仑战争结束后，英国于1818年将少了城墙的马六甲归还给荷兰，直到《1824年英荷条约》，英、荷两国重划了东南亚的势力范围，于是将马六甲正式转交给英国，成为海峡殖民地的一部分。
1977年5月12日，當地政府第168/1976的古物保护法令將城門列为历史遗迹及受保护建筑物。2003年，剩余的城墙墙基被发现，也列为古迹进行保护。